# Algoritmo LSA
En criptografía, LSA (acrónimo de Light Summary Algorithm , Algoritmo Ligero de Resumen) es un algoritmo de reducción criptográfico de 64 bits.

## Codificación
La codificación del LSA de 64 bits es representada típicamente como un número de 16 dígitos hexadecimal. El siguiente código de 28 bytes ASCII será tratado con LSA y veremos su correspondiente hash de salida:
```
   LSA("Esto si es una prueba de LSA") = cfa26da3a8c76ca3
```

Un simple cambio en el mensaje nos da un cambio total en la codificación hash, en este caso cambiamos dos letras, el «si» por un «no».
```
   LSA("Esto no es una prueba de LSA") = d607d93d2556c3b5
```

Otro ejemplo sería la codificación de un campo vacío:
```
   LSA("") = bb52e9b27ef418a3
```

## Algoritmo
El algoritmo LSA se basa en el reordenamiento de una tabla de valores, en base al mensaje a codificar. A partir de este punto, se hacen uso de funciones lógicas para determinar el valor de salida.
Implementación en C#:
```
    
/// <summary>

    
/// LSA(Light Summary Algorithm) Algoritmo de reducción criptográfico de 64 bits.

    
/// Copyright(C) Ronald Anderson 2007-2008

    
/// </summary>

    
public
 
class
 
LSA

    
{

        
private
 
static
 
byte
[]
 
keyStream
 
=
 
new
 
byte
[
512
];

  

        
public
 
static
 
byte
[]
 
ComputeHash
(
byte
[]
 
buffer
)

        
{

            
for
 
(
int
 
i
 
=
 
0
;
 
i
 
<
 
512
;
 
i
++
)

            
{

                
keyStream
[
i
]
 
=
 
(
byte
)
i
;

            
}

  

            
if
 
(
buffer
.
Length
 
==
 
0
)
 
buffer
 
=
 
new
 
byte
[
1
];
 
buffer
[
0
]
 
=
 
0
;

  

            
while
 
((
buffer
.
Length
 
%
 
512
)
 
!=
 
0
)

            
{

                
Array
.
Resize
<
byte
>
(
ref
 
buffer
,
 
buffer
.
Length
 
+
 
1
);

                
buffer
[
buffer
.
Length
 
-
 
1
]
 
=
 
0
;

            
}

  

            
int
 
index1
 
=
 
0
;

            
int
 
index2
 
=
 
0
;

            
byte
 
swap
 
=
 
0
;

  

            
for
 
(
int
 
i
 
=
 
0
;
 
i
 
<
 
(
buffer
.
Length
 
/
 
512
);
 
i
++
 
)

            
{

                
for
 
(
int
 
n
 
=
 
0
;
 
n
 
<
 
keyStream
.
Length
;
 
n
++
)

                
{

                    
index2
 
=
 
(
buffer
[
index1
]
 
+
 
keyStream
[
n
]
 
+
 
index2
)
 
%
 
512
;

                    
swap
 
=
 
keyStream
[
n
];

                    
keyStream
[
n
]
 
=
 
keyStream
[
index2
];

                    
keyStream
[
index2
]
 
=
 
swap
;

                    
index1
 
=
 
(
index1
 
+
 
1
)
 
%
 
buffer
.
Length
;

                
}

            
}

  

            
return
 
Cipher
(
keyStream
);

        
}

  

        
private
 
static
 
byte
[]
 
Cipher
(
byte
[]
 
keyStream
)

        
{

            
byte
[]
 
result
 
=
 
new
 
byte
[
8
];

            
string
[]
 
keyParts
 
=
 
new
 
string
[
128
];

  

            
for
 
(
int
 
m
 
=
 
0
;
 
m
 
<
 
keyParts
.
Length
;
 
m
++
)

            
{

                
int
 
index
 
=
 
m
 
*
 
4
;

                
keyParts
[
m
]
 
=
 
string
.
Concat
(
string
.
Format
(
"{0:x2}"
,
 
keyStream
[
index
]),

                                            
string
.
Format
(
"{0:x2}"
,
 
keyStream
[
index
 
+
 
1
]),

                                            
string
.
Format
(
"{0:x2}"
,
 
keyStream
[
index
 
+
 
2
]),

                                            
string
.
Format
(
"{0:x2}"
,
 
keyStream
[
index
 
+
 
3
]));

            
}

  

            
ulong
 
xa
 
=
 
0
xFC
,
 
ya
 
=
 
0
xEF
,
 
za
 
=
 
0
xBA
,
 
na
 
=
 
0
xDC
;

            
ulong
 
xb
 
=
 
0
xCD
,
 
yb
 
=
 
0
xAE
,
 
zb
 
=
 
0
xFE
,
 
nb
 
=
 
0
xAD
;

            
for
 
(
int
 
j
 
=
 
0
;
 
j
 
<
 
keyParts
.
Length
;
 
j
++
)

            
{

                
ulong
 
lX
 
=
 
ulong
.
Parse
(
string
.
Concat
(
keyParts
[
j
][
0
],
 
keyParts
[
j
][
1
]),
 
NumberStyles
.
HexNumber
);

                
ulong
 
lY
 
=
 
ulong
.
Parse
(
string
.
Concat
(
keyParts
[
j
][
2
],
 
keyParts
[
j
][
3
]),
 
NumberStyles
.
HexNumber
);

                
ulong
 
lZ
 
=
 
ulong
.
Parse
(
string
.
Concat
(
keyParts
[
j
][
4
],
 
keyParts
[
j
][
5
]),
 
NumberStyles
.
HexNumber
);

                
ulong
 
lN
 
=
 
ulong
.
Parse
(
string
.
Concat
(
keyParts
[
j
][
6
],
 
keyParts
[
j
][
7
]),
 
NumberStyles
.
HexNumber
);

  

                
xa
 
=
 
AA
(
lX
,
 
ya
,
 
za
,
 
na
);

                
ya
 
=
 
AA
(
xa
,
 
lY
,
 
za
,
 
na
);

                
za
 
=
 
AA
(
xa
,
 
ya
,
 
lZ
,
 
na
);

                
na
 
=
 
AA
(
xa
,
 
ya
,
 
za
,
 
lN
);

  

                
xb
 
=
 
BB
(
lX
,
 
yb
,
 
zb
,
 
nb
);

                
yb
 
=
 
BB
(
xb
,
 
lY
,
 
zb
,
 
nb
);

                
zb
 
=
 
BB
(
xb
,
 
yb
,
 
lZ
,
 
nb
);

                
nb
 
=
 
BB
(
xb
,
 
yb
,
 
zb
,
 
lN
);

  

                
xa
 
=
 
CC
(
lX
,
 
yb
,
 
zb
,
 
nb
);

                
ya
 
=
 
CC
(
xb
,
 
lY
,
 
zb
,
 
nb
);

                
za
 
=
 
CC
(
xb
,
 
yb
,
 
lZ
,
 
nb
);

                
na
 
=
 
CC
(
xb
,
 
yb
,
 
zb
,
 
lN
);

  

                
xb
 
=
 
AA
(
lX
,
 
ya
,
 
za
,
 
na
);

                
yb
 
=
 
AA
(
xa
,
 
lY
,
 
za
,
 
na
);

                
zb
 
=
 
AA
(
xa
,
 
ya
,
 
lZ
,
 
na
);

                
nb
 
=
 
AA
(
xa
,
 
ya
,
 
za
,
 
lN
);

  

                
xa
 
=
 
BB
(
lX
,
 
ya
,
 
za
,
 
na
);

                
ya
 
=
 
BB
(
xb
,
 
lY
,
 
zb
,
 
nb
);

                
za
 
=
 
BB
(
xa
,
 
ya
,
 
lZ
,
 
na
);

                
na
 
=
 
BB
(
xb
,
 
yb
,
 
zb
,
 
lN
);

  

                
xb
 
=
 
CC
(
lX
,
 
yb
,
 
zb
,
 
nb
);

                
yb
 
=
 
CC
(
xa
,
 
lY
,
 
za
,
 
na
);

                
zb
 
=
 
CC
(
xb
,
 
yb
,
 
lZ
,
 
nb
);

                
nb
 
=
 
CC
(
xa
,
 
ya
,
 
za
,
 
lN
);

            
}

  

            
result
[
0
]
 
=
 
(
byte
)
xa
;

            
result
[
1
]
 
=
 
(
byte
)
ya
;

            
result
[
2
]
 
=
 
(
byte
)
za
;

            
result
[
3
]
 
=
 
(
byte
)
na
;

            
result
[
4
]
 
=
 
(
byte
)
xb
;

            
result
[
5
]
 
=
 
(
byte
)
yb
;

            
result
[
6
]
 
=
 
(
byte
)
zb
;

            
result
[
7
]
 
=
 
(
byte
)
nb
;

  

            
return
 
result
;

        
}

  

        
private
 
static
 
ulong
 
AA
(
ulong
 
x
,
 
ulong
 
y
,
 
ulong
 
z
,
 
ulong
 
n
)

        
{

            
return
 
(
x
 
&
 
y
)
 
|
 
((
~
n
)
 
&
 
z
);

        
}

  

        
private
 
static
 
ulong
 
BB
(
ulong
 
x
,
 
ulong
 
y
,
 
ulong
 
z
,
 
ulong
 
n
)

        
{

            
return
 
(
x
 
^
 
y
)
 
|
 
(
n
 
&
 
(
~
z
));

        
}

  

        
private
 
static
 
ulong
 
CC
(
ulong
 
x
,
 
ulong
 
y
,
 
ulong
 
z
,
 
ulong
 
n
)

        
{

            
return
 
(
x
 
^
 
y
 
^
 
z
 
^
 
n
);

        
}

    
}

```

- Datos: Q5668275